# Antes (película)
Antes es una película de drama romántico argentina de 2010 dirigida y escrita por Daniel Gimelberg. Está protagonizada por Nahuel Viale, Nahuel Pérez Biscayart, Carlos Portaluppi, Guadalupe Docampo, Romina Ricci, Alejandra Flechner, Verónica Llinás y Martín Piroyansky. La película se estrenó mundialmente el 11 de abril de 2010 en el Buenos Aires Festival Internacional de Cine Independiente, mientras que su estreno comercial fue el 7 de marzo de 2013 en las salas de cines de Argentina.

## Sinopsis
La trama se divide en dos tiempos distintos de la vida de Nacho. La primera parte lo muestra en un verano perfecto, en el cual trabaja, estudia, sigue viviendo con sus padres, sale con sus amigos y tiene una relación estable con su novia. Dos años después de todo esto, en invierno, Nacho no tiene trabajo, vive solo y experimenta una situación traumática que lo lleva a tomar una decisión extrema.

## Elenco
- Nahuel Viale como Nacho
- Nahuel Pérez Biscayart como Tomás
- Carlos Portaluppi como Carlos
- Guadalupe Docampo como Ana
- Romina Ricci como Lorena
- Alejandra Flechner como Valeria
- Verónica Llinás como Silvia
- Martín Piroyansky como Matías
- Germán de Silva como Arturo
- Horacio Acosta como Federico
- Gabino Acosta como Gabino

## Recepción

### Comentarios de la crítica
La película recibió críticas positivas por parte de la prensa. Diego Batlle de La Nación manifestó «puede que el film tenga algo de déjà vu en su exploración del universo adolescente, ciertos desniveles actorales, algunos diálogos que suenan artificiales y ciertas escenas que no alcanzan la intensidad deseada, pero Antes es una película hecha desde las entrañas, con el corazón en la mano». Paraná Sendrós de Ámbito Financiero señaló que «el resultado no es perfecto, pero es respetable» y presenta un «buen elenco, edición y fotografía debidamente trabajadas para provocar ciertos sentimientos».
En una reseña para La Prensa, Juan Carlos Fontana escribió «Daniel Gimelberg ilustra muy bien el estado de insatisfacción de Nacho, magníficamente actuado por Nahuel Viale» y «la música de Luis Alberto Spinetta y Fito Páez, son otros aciertos de esta historia».

### Premios y nominaciones
| Lista de premios y nominaciones | Lista de premios y nominaciones | Lista de premios y nominaciones | Lista de premios y nominaciones | Lista de premios y nominaciones | Lista de premios y nominaciones |
| Año                             | Organización                    | Categoría                       | Nominado/a(s)                   | Resultado                       | Ref(s)                          |
| ------------------------------- | ------------------------------- | ------------------------------- | ------------------------------- | ------------------------------- | ------------------------------- |
| 2013                            | Premios Sur                     | Mejor ópera prima               | Antes                           | Ganador                         | [ 8 ]                           |
| 2013                            | Premios Sur                     | Mejor actriz de reparto         | Verónica Llinás                 | Nominada                        | [ 8 ]                           |
| 2013                            | Premios Sur                     | Mejor actor revelación          | Nahuel Viale                    | Nominado                        | [ 8 ]                           |
| 2013                            | Premios Sur                     | Mejor diseño de vestuario       | Betina Andreose                 | Nominada                        | [ 8 ]                           |
| 2014                            | Premios Cóndor de Plata         | Mejor actriz de reparto         | Verónica Llinás                 | Nominada                        | [ 9 ]                           |